# سيد فرينش
سيد فرينش (بالإنجليزية: Sid French)‏ هو سياسي بريطاني (وحمل سابقاً جنسية المملكة المتحدة لبريطانيا العظمى وأيرلندا)، ولد في 1920 في لندن في المملكة المتحدة، وتوفي بنفس المكان في 1979. حزبياً، نشط في الحزب الشيوعي في بريطانيا العظمى.